# Station Luxé
Station Luxé is een spoorwegstation in de Franse gemeente Luxé aan de lijn Parijs Austerlitz - Bordeaux-Saint-Jean.
Het wordt bediend door de treinen van de TER Nouvelle-Aquitaine met bestemmingen Poitiers en Angoulême. 